# Châteauneuf-de-Chabre
Châteauneuf-de-Chabre är en kommun i departementet Hautes-Alpes i regionen Provence-Alpes-Côte d'Azur i sydöstra Frankrike. Kommunen ligger  i kantonen Ribiers som ligger i arrondissementet Gap. År 2018 hade Châteauneuf-de-Chabre 378 invånare.

## Befolkningsutveckling
Antalet invånare i kommunen Châteauneuf-de-Chabre
Referens:INSEE